# Hilton Head Challenger 1978
L'Hilton Head Challenger 1978 è stato un torneo di tennis facente parte della categoria ATP Challenger Series nell'ambito dell'ATP Challenger Series 1978. Il torneo si è giocato a Hilton Head negli Stati Uniti dal 16 al 22 luglio 1978 su campi in terra rossa.

## Vincitori

### Singolare
Ricardo Acuña ha battuto in finale  Tim Garcia con il punteggio di 1–6, 6–3, 7–6

### Doppio
Peter Rennert /  Kevin Curren hanno battuto in finale  Peter Kronk /  Greg Braun con il punteggio di 6–3, 4–6, 6–2